# Linda Lovelace
Linda Susan Boreman (Nova York, Nova York, 10 de gener del 1949 – Denver, Colorado, 22 d'abril del 2002), més coneguda pel seu nom artístic Linda Lovelace, va ser una estrella del porno estatunidenca, famosa per la seva actuació a la pel·lícula de porno dur del 1972 Deep Throat. Tot i que la pel·lícula va tenir un gran èxit, més tard es va dir que el seu marit, Chuck Traynor, l'havia amenaçat i forçat a actuar. L'actriu explicà el rerefons d'aquelles escenes a la seva autobiografia Ordeal. Linda Boreman es convertí després en una portaveu del moviment contra la pornografia.

## Biografia
Filla d'un policia, va créixer a Yonkers (Nova York), on va assistir a una escola catòlica.
Segons la seva autobiografia va tenir un fill el 1969 quan tenia 20 anys i la seva mare la va convèncer perquè donés al nen en acollida fins que estigués preparada per tenir-ne cura. Més tard va descobrir que la seva mare en realitat havia donat al nen en adopció i mai més tornaria a veure'l.
La seva família es trasllada a Florida encara que ella torna a Nova York el 1970. Després de veure's involucrada en un greu accident de cotxe torna a casa dels seus pares a Florida per recuperar-se.
Durant la convalescència coneix al pornògraf Charles "Chuck" Traynor. Segons la seva autobiografia Traynor era un home violent i controlador que la va obligar a tornar a Nova York on es va convertir en el seu marit, proxeneta i mànager. Es dedica a la prostitució al mateix temps que inicia la seva carrera en la pornografia com a actriu en films curts, clandestins, de baix pressupost i qualitat en format vuit mil·límetres. Les temàtiques eren diverses arribant a participar en almenys una cinta de zoofília amb un gos, anomenada Dog Fucker (1971). Ella sempre va negar haver rodat l'escena del gos fins que l'aparició de la cinta original va demostrar el contrari.
Es va fer famosa amb la pel·lícula pornogràfica Deep Throat (Gola profunda) (1972), dirigida pel director pornogràfic Gerard Damiano. La pel·lícula se centra en un tipus de fel·lació, gola profunda, en la qual Linda s'havia especialitzat mentre exercia la prostitució.
Encara que inicialment la cinta va passar desapercebuda, el seu posterior èxit va aconseguir que la cinta passés de projectar-se en locals clandestins a sales de cinema comercials. Això va fer intervenir a les autoritats que van tractar d'impedir la seva difusió. A l'administració del president Richard Nixon i a sectors conservadors i integristes de la societat nord-americana els preocupava el sobtat interès del públic per aquest tipus de cinema.
Després dels múltiples intents fallits per prohibir la cinta i de processar al director i als productors finalment van aconseguir condemnar a l'actor principal Harry Reems a cinc anys de presó en un judici molt controvertit. L'administració buscava una víctima expiatòria.
Reems havia estat contractat com a ajudant d'il·luminació però en abandonar l'actor principal el rodatge li van oferir ser protagonista a canvi de 100 dòlars.
Alguns periòdics, personatges famosos i estrelles del cinema, com Jack Nicholson, Gregory Peck i Warren Beatty, veien en la sentència un atac contra la llibertat d'expressió i es va iniciar una campanya a favor d'Harry Reems on també va col·laborar Linda Lovelace. El famós advocat Alan Dershowitz va intentar revocar la condemna, que finalment va ser confirmada sent signada per James Earl Carter.
Tots els intents de les administracions per impedir la difusió de la cinta van aconseguir just el contrari. La polèmica i les diverses campanyes a favor i en contra de la cinta van encuriosir el públic que omplia les cada vegada més nombroses sales comercials on s'exhibia. La pel·lícula va obrir les portes a moltes altres del mateix gènere i va convertir de sobte a Linda Lovelace en un personatge públic molt popular.
Es creu que la cinta produïda amb diners de la màfia va arribar a recaptar uns 50 milions de dòlars. L'actriu sempre va mantenir que mai va cobrar per participar en Gola profunda. Només el seu espòs va rebre 1250 dòlars per fer tasques de producció.
Encara que va continuar actuant en pel·lícules pornogràfiques intranscendents (Deep Throat II, 1974, Sexual Ecstasy of the Macumba, 1975), també va voler destacar al cinema no pornogràfic amb Linda Lovelace for president, 1975, que va resultar un fracàs.
Linda Lovelace es va divorciar el 1973 i va denunciar al seu marit. El va acusar de forçar-la a exercir la prostitució i la pornografia. A més acusava a Traynor de ser el culpable del càncer de mama que patia el que l'havia convençut que s'augmentés els pits mitjançant perilloses injeccions de silicona (els implants actuals no eren habituals). També assegurava que va contreure hepatitis durant aquesta operació a causa d'una transfusió encara que és probable que es contagiés a causa de les transfusions de sang que va rebre després del seu accident de cotxe el 1970, quan es dedicava a la prostitució o en el rodatge d'alguna escena porno.

Després del divorci va passar a militar en el feminisme radical i a ser una prominent activista antiporno arribant a declarar davant la Comissió del Congrés dels Estats Units que investigava el món de la pornografia per ordre del president Ronald Reagan. Davant la comissió va declarar sobre gola profunda: 
| «                 | When you see the movie Deep Throat, you are watching me being raped. It is a crime that movie is still showing; there was a gun to my head the entire time.” | Quan veuen la pel·lícula Gola profunda, estant veient com em violen. És un crim que la pel·lícula es continuï exhibint; hi havia una pistola apuntant el meu cap tota l'estona. | » |
| — Linda Lovelace. | | |   |

Es va casar de nou el 1974 amb Larry Marchiano. Després de tenir dos fills es van divorciar el 1996. En el divorci va al·legar que Larry Marchiano bevia en excés, insultava als seus fills i era violent amb ella.
El 1980 va publicar la seva controvertida autobiografia, Ordeal, única que va admetre com a legítima, ja que les dos anteriors (Dins i Diari íntim de Linda Lovelace) van ser escrites per un negre. En aquest llibre advertia a les joves contra els perills de dedicar-se a la pornografia, explicant com a ella l'havien obligat a punta de pistola.
El 1986 va publicar un nou llibre: Out of Bondage que tracta la seva vida a partir de 1974.
En el llibre The other Hollywood va declarar que s'havia sentit utilitzada pel moviment antipornogràfic. Algunes autores feministes havien publicat llibres parlant d'ella i usant-la per promocionar-se sense ajudar-la econòmicament a cap moment. Guanyant diners gràcies a ella igual que els altres al llarg de la seva vida.
Va morir en un accident de trànsit en Denver, Colorado, on residia des de 1990, el 22 d'abril de 2002.
La vida d'aquesta polèmica actriu va ser interpretada per la jove Amanda Seyfried en la pel·lícula Lovelace. El film, que va ser dirigit per Rob Epstein i Jeffrey Friedman, va tenir un pressupost de 10 milions de dòlars i al costat de Seyfried també va actuar Sharon Stone.

## Llibres
- Inside Linda Lovelace (1974)
- The Intimate Diary of Linda Lovelace (1974)
- Ordeal (1980), Linda Lovelace and Mike McGrady
- Out of Bondage (1986), Linda Lovelace i Mike McGrady
- The Complete Linda Lovelace (2001)

## Filmografia
- Dogarama  (1971)
- Sex for Sale (1971)
- Peeverted  (1971)
- Knothole  (1971)
- Gomorrahy  (1972)
- Deep Throat (1972)
- The Confessions of Linda Lovelace (1974)
- Deep Throat Part II (1974) com a Infermera Linda Lovelace
- Linda Lovelance for President (1975)